# لافاييت لان
لافاييت لان (بالإنجليزية: Lafayette Lane)‏ هو محامي وسياسي أمريكي، ولد في 12 نوفمبر 1842 في إيفانسفيل في الولايات المتحدة، وتوفي في 23 نوفمبر 1896 في روزبيرغ في الولايات المتحدة. حزبياً، نشط في الحزب الديمقراطي. وقد انتخب عضو مجلس نواب أوريغون وانتخب عضو مجلس النواب الأمريكي.